# Ziad Doueiri
Ziad Doueiri (in arabo زياد دويري‎?; Beirut, 7 ottobre 1963) è un regista e sceneggiatore libanese.
Ziad Doueiri inizia la sua carriera come assistente nei film Le iene, Pulp Fiction e Jackie Brown di Quentin Tarantino. Il suo primo film, West Beirut, ottiene il  Prix François-Chalais al festival di Cannes 1998. Fino al settembre 2011 vive tra Los Angeles e Beirut, poi si sposta completamente a Beirut. Il suo film The Attack  è contestato in Libano perché sceglie di far recitare attori israeliani come Ali Suliman e di girare parte del film in Israele. Viene anche temporaneamente arrestato per aver contravvenuto alle leggi libanesi per i suoi spostamenti in Israele.   
Ha ricevuto la candidatura all'Oscar al miglior film straniero nel 2018 per L'insulto.

## Filmografia
Cinema
- West Beirut (West Beyrouth (À l'abri les enfants)) (1998)
- Lila dice (Lila dit ça) (2004)
- The Attack (2012)
- Affaire Étrangère (2013)
- L'insulto (L'insulte) (2017)

Televisione
- Sleeper Cell (2005; ep: Immigrant)
- Baron noir (2016-)
- Lavoro a mano armata (2020)

## Premi e Riconoscimenti
- 1998 : Toronto International Film Festival : Prix FIPRESCI pour West Beirut
- 1998 :  Prix François Chalais pour West Beirut